# 帕拉蒂
23°13′10″S 44°42′53″W / 23.21944°S 44.71472°W
帕拉蒂（葡萄牙語：Parati）是巴西里约热内卢州的一个市镇。总面积928平方公里，总人口35730人，人口密度38.5人/平方公里。2019年獲列入世界遺產。